# 阿喜法則
阿喜法則（ARCI Model）出自以服務為導向的IT服務管理（ITSM；IT Service Management），逐漸成為全球企業重視的管理概念與標準。
阿喜法則是英國資訊協會（ITIL）與美國專案管理師協會（PMI）用來推動跨部門專案與管理的有力工具，最主要是用來對抗「本位主義」。強調的是當責，是在工作上對別人的承諾。

## 四種角色與責任
ARCI的目的是協助任務相關者的分析與項目的規畫，進而確認責任範圍。可助於角色的分配與協調。
角色可分為：
- A：當責者（Accountable）：負起最終責任者，是經理人，有否決權（Veto power）；每個活動內只會有一位「A」，這個人必須負全部的責任。
- R：負責者（Responsible）：實際完成任務者，是執行者（Doer）；負責行動與執行，可有多人分工，其程度由「A」決定，他遵循「A」的領導做事。
- C：事先諮詢者（Consulted）：在「最終決定」或「行動」前必須諮詢者，可能是上司或外人，為雙向溝通的模式，須提供「A」充分資訊，簡單的說就是顧問。
- I：事後被告知者（Informed）：在決策之後或行動完成後必須告知者；是有關人員，在各層及各部門為單向溝通之模式，是執行的一部分。